# Liste der Biografien/Linds
Liste der Biografien |
Portal Biografien |
Personensuche
# |
A |
B |
C |
D |
E |
F |
G |
H |
I |
J |
K |
L |
M |
N |
O |
P |
Q |
R |
S |
T |
U |
V |
W |
X |
Y |
Z |
?
 
La |
Lb |
Lc |
Le |
Lg |
Lh |
Li |
Lj |
Ll |
Lm |
Lo |
Lp |
Lt |
Lu |
Lv |
Lw |
Lx |
Ly |
Lz
 
Lia |
Lib |
Lic |
Lid |
Lie |
Lif |
Lig |
Lih |
Lii |
Lij |
Lik |
Lil |
Lim |
Lin |
Lio |
Lip |
Liq |
Lir |
Lis |
Lit |
Liu |
Liv |
Liw |
Lix |
Liy |
Liz
 
Lina |
Linb |
Linc |
Lind |
Line |
Linf |
Ling |
Linh |
Lini |
Linj |
Link |
Linl |
Linn |
Lino |
Linp |
Lins |
Lint |
Linu |
Linv |
Linw |
Linx |
Liny |
Linz
 
Linda |
Lindb |
Linde |
Lindf |
Lindg |
Lindh |
Lindi |
Lindk |
Lindl |
Lindm |
Lindn |
Lindo |
Lindp |
Lindq |
Lindr |
Linds |
Lindt |
Lindu |
Lindv |
Lindw |
Lindz
Die Liste der Biografien führt alle Personen auf, die in der deutschsprachigen Wikipedia einen Artikel haben. Dieses ist eine Teilliste mit 172 Einträgen von Personen, deren Namen mit den Buchstaben „Linds“ beginnt.

## Linds

### Lindsa
- Lindsaar, Peeter (1906–1990), estnischer Schriftsteller
- Lindsay, Alec (* 1948), englischer Fußballspieler
- Lindsay, Alex (1919–1974), neuseeländischer Geiger, Orchesterleiter und Musikpädagoge
- Lindsay, Alexander, 2. Earl of Crawford († 1438), schottischer Adliger
- Lindsay, Alexander, 6. Earl of Balcarres (1752–1825), britischer General und Peer
- Lindsay, Allan (1926–2014), britischer Dreispringer
- Lindsay, Andrew (* 1977), britischer Ruderer
- Lindsay, Arto (* 1953), US-amerikanischer Gitarrist, Sänger, Musikproduzent und KlangkünstlerArto Lindsay (* 1953)

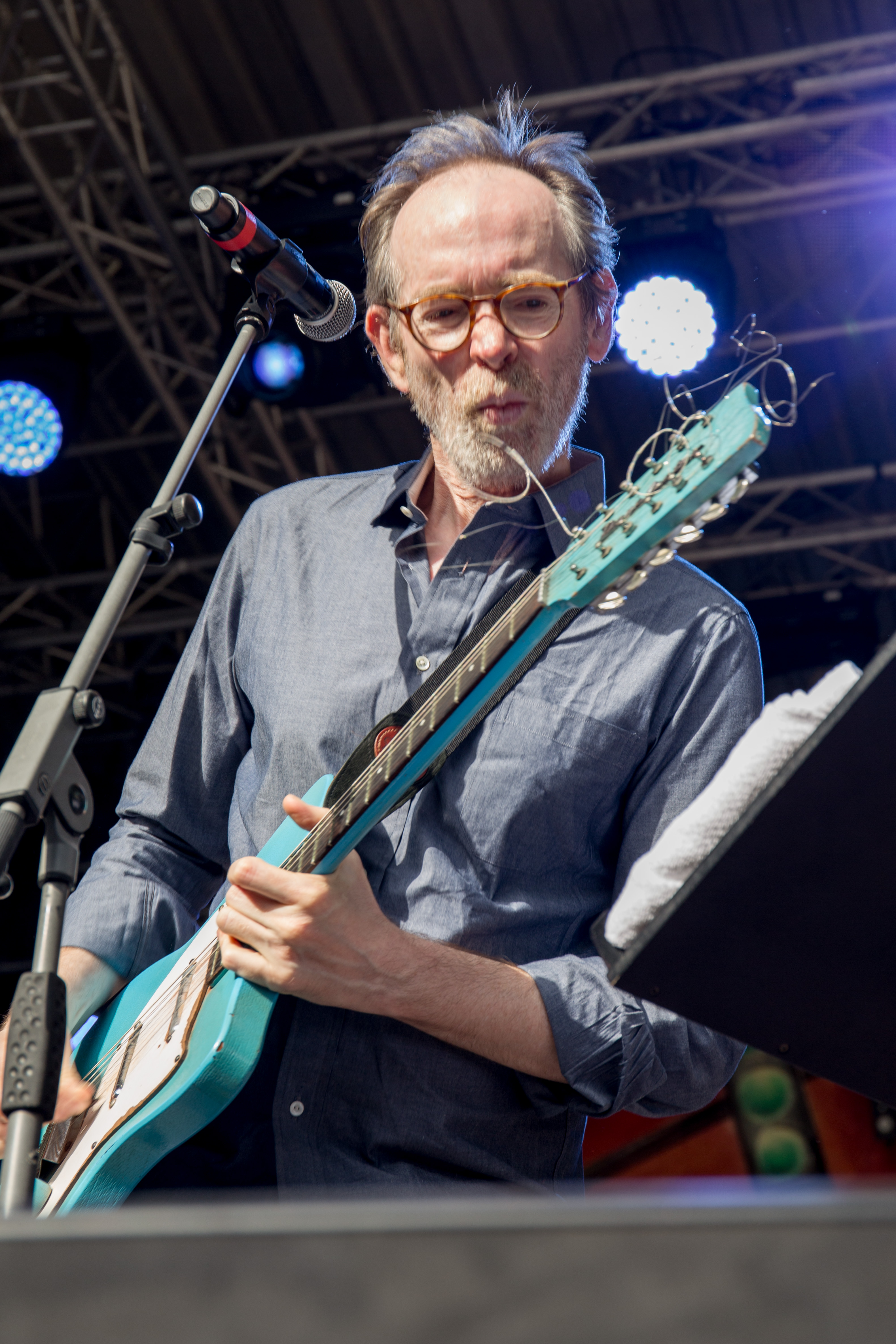
Arto Lindsay (* 1953)

- Lindsay, Bert (1881–1960), kanadischer Eishockeytorwart
- Lindsay, Bill (* 1971), US-amerikanisch-kanadischer Eishockeyspieler
- Lindsay, Dan, Filmemacher und Schauspieler
- Lindsay, Darran (1971–2006), britischer Motorradrennfahrer
- Lindsay, Daryl (1889–1976), australischer Künstler
- Lindsay, David (1856–1922), australischer Entdecker
- Lindsay, David (1876–1945), britischer Schriftsteller
- Lindsay, David, 1. Earl of Crawford († 1407), schottischer Adliger, Politiker und Militär
- Lindsay, David, 27. Earl of Crawford (1871–1940), britischer Politiker der Conservative Party, Mitglied des House of Commons und Peer
- Lindsay, David, 3. Earl of Crawford († 1446), schottischer Adliger
- Lindsay, Denis (1939–2005), südafrikanischer Cricketspieler
- Lindsay, Douglas (* 1964), schottischer Autor
- Lindsay, Elizabeth Sherman (1885–1954), US-amerikanische Landschaftsarchitektin und Managerin im Amerikanischen Roten Kreuz
- Lindsay, Eric Mervyn (1907–1974), irischer Astronom
- Lindsay, Erica (* 1955), US-amerikanische Jazzmusikerin und Komponistin
- Lindsay, George H. (1837–1916), US-amerikanischer Politiker
- Lindsay, George W. (1865–1938), US-amerikanischer Politiker
- Lindsay, Germaine (1985–2005), britisch-jamaikanischer Teppichleger, Bombenattentäter in der Londoner U-Bahn
- Lindsay, Gillian (* 1973), britische Ruderin
- Lindsay, Gordon (1906–1973), US-amerikanischer Pfingstpastor, Autor und Gründer des Christ for the Nations Institute (CFNI)
- Lindsay, Herb (* 1954), US-amerikanischer Langstreckenläufer
- Lindsay, Howard (1889–1968), US-amerikanischer Dramatiker, Drehbuchautor, Schauspieler, Regisseur und Produzent
- Lindsay, Howard (* 1963), antiguanischer Leichtathlet
- Lindsay, Hugh (1927–2009), englischer römisch-katholischer Bischof des Bistums Hexham und Newcastle
- Lindsay, Hugh Hamilton (1802–1881), britischer Geschäftsmann, Politiker und Unterhausabgeordneter
- Lindsay, James Bowman (1799–1862), schottischer Erfinder, Physiker sowie Astronom
- Lindsay, James J. (1932–2023), US-amerikanischer Offizier, General der US Army
- Lindsay, James, 3. Baron Lindsay of Birker (* 1945), australischer Diplomat im Ruhestand und britischer Peer und Politiker
- Lindsay, Jamie (* 1995), schottischer Fußballspieler
- Lindsay, Jeff (* 1952), US-amerikanischer AutorJeff Lindsay (* 1952)

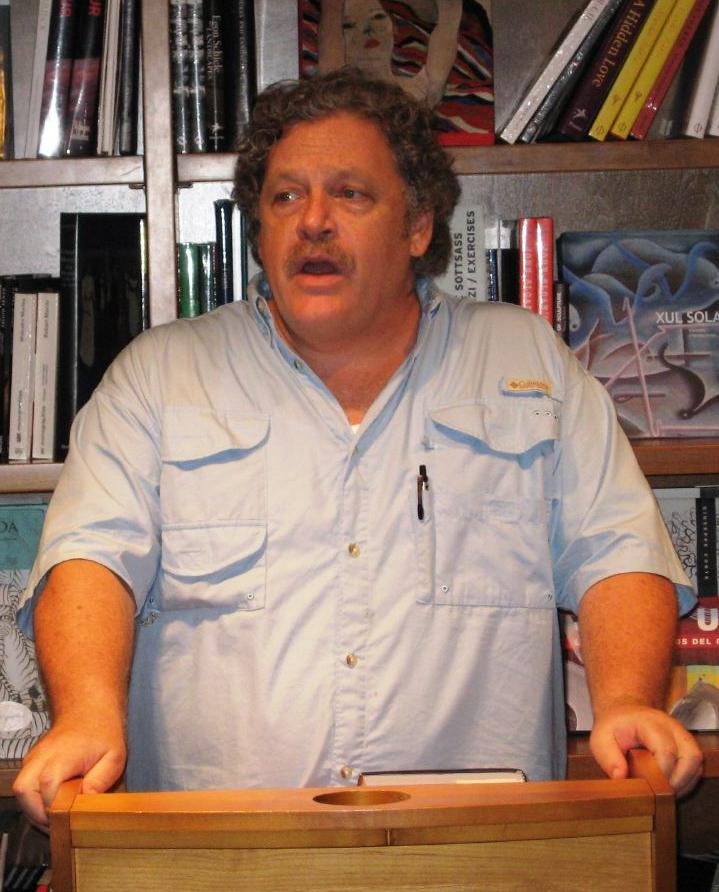
Jeff Lindsay (* 1952)

- Lindsay, Joan (1896–1984), australische Schriftstellerin
- Lindsay, John (1894–1950), US-amerikanischer Jazzmusiker (Bass, Posaune)
- Lindsay, John (1921–2000), US-amerikanischer Politiker, Bürgermeister von New York (1966–1973)
- Lindsay, John, 19. Earl of Crawford († 1714), schottisch-britischer Adliger und Offizier
- Lindsay, John, 20. Earl of Crawford (1702–1749), britischer Adliger und Offizier
- Lindsay, Kylie (* 1983), neuseeländische Squashspielerin
- Lindsay, Liam (* 1995), schottischer Fußballspieler
- Lindsay, Lilian (1871–1960), britische Zahnärztin, Bibliothekarin und Autorin
- Lindsay, Lionel (1874–1961), australischer Maler, Grafiker und Kunstkritiker
- Lindsay, Loelia (1902–1993), britische Adlige, Expertin für Handarbeiten und Zeitschriftenredakteurin
- Lindsay, Margaret (1910–1981), US-amerikanische Schauspielerin
- Lindsay, Mark (* 1942), US-amerikanischer Sänger
- Lindsay, Mark (* 1977), US-amerikanischer Basketballschiedsrichter
- Lindsay, Martin, 1. Baronet (1905–1981), britischer Peer, Offizier, Polarforscher, Politiker und Autor
- Lindsay, Mathew (* 1990), australischer Eishockeyspieler
- Lindsay, Merl (1915–1965), US-amerikanischer Country-Musiker
- Lindsay, Michael, 2. Baron Lindsay of Birker (1909–1994), britischer Peer und Akademiker
- Lindsay, Mike (1938–2019), britischer Kugelstoßer und Diskuswerfer
- Lindsay, Nicholas Vachel (1879–1931), US-amerikanischer Schriftsteller
- Lindsay, Norah (1873–1948), englische Gesellschaftsdame und Gartengestalterin
- Lindsay, Norman (1879–1969), australischer Bildhauer Maler und Schriftsteller
- Lindsay, Patrick (1914–1993), irischer Politiker (Fine Gael)
- Lindsay, Percy (1870–1952), australischer Maler
- Lindsay, Philip (1906–1958), australischer Romanschriftsteller
- Lindsay, Phillip (* 1994), US-amerikanischer Footballspieler
- Lindsay, Robert (1890–1958), britischer Sprinter
- Lindsay, Robert (* 1949), britischer Schauspieler
- Lindsay, Robert B. (1824–1902), US-amerikanischer Politiker
- Lindsay, Robert, 29. Earl of Crawford (1927–2023), britischer Politiker (Conservative Partei)
- Lindsay, Ronald (1877–1945), britischer Diplomat
- Lindsay, Ruby (1885–1919), australische Illustratorin und Malerin
- Lindsay, Samuel McCune (1869–1960), US-amerikanischer Soziologe und Hochschullehrer
- Lindsay, Sandie, 1. Baron Lindsay of Birker (1879–1952), britischer Philosoph
- Lindsay, Sarah (* 1980), britische Shorttrackerin
- Lindsay, Ted (1925–2019), kanadischer Eishockeyspieler, -trainer und -funktionär
- Lindsay, Thomas Corwin (1839–1907), US-amerikanischer Landschafts-, Tier- und Porträtmaler
- Lindsay, Tony, US-amerikanischer RocksängerTony Lindsay

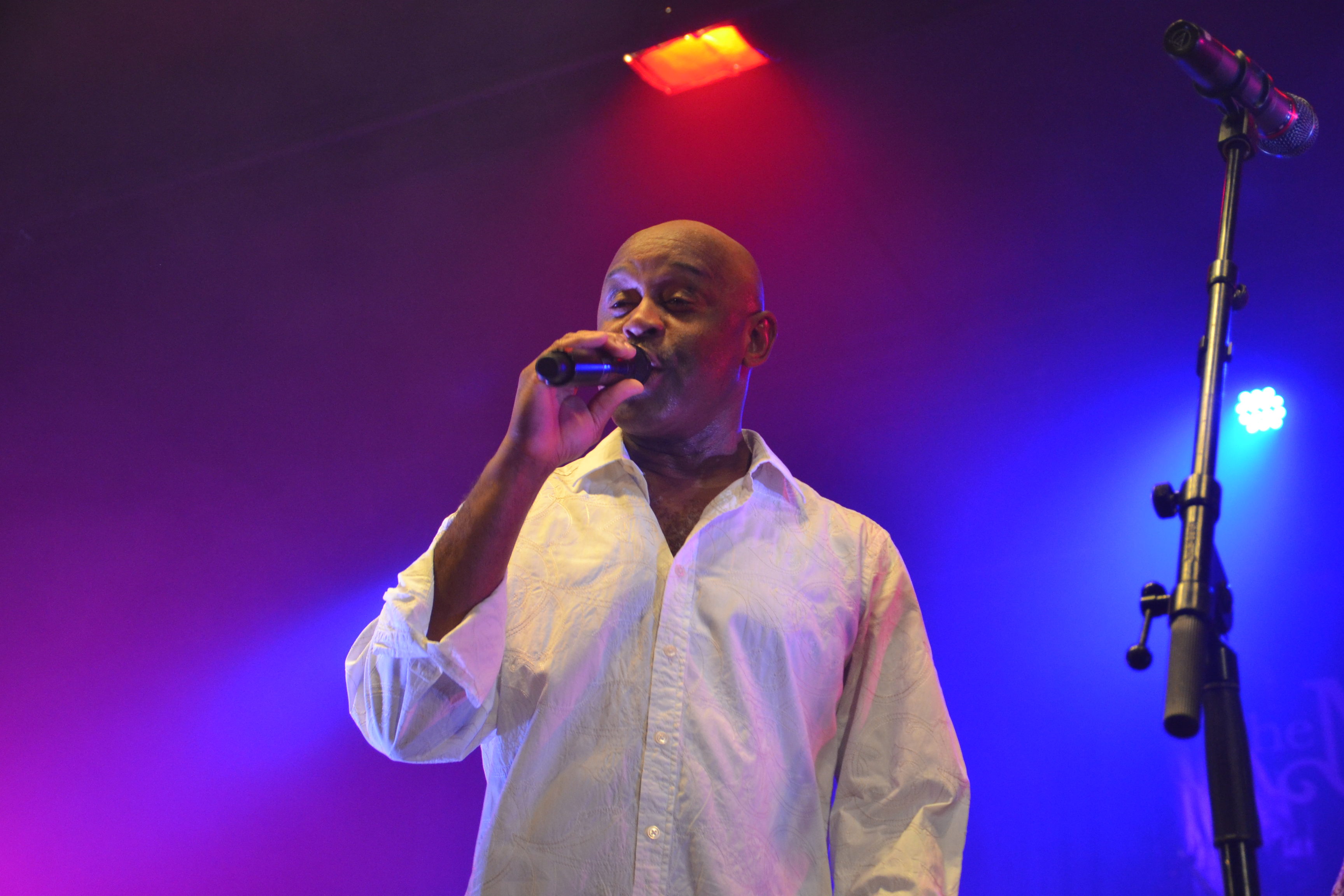
Tony Lindsay

- Lindsay, Wallace Martin (1858–1937), schottischer klassischer Philologe und Paläograf
- Lindsay, Walter (1855–1930), britischer Generalmajor
- Lindsay, William (1835–1909), US-amerikanischer Politiker der Demokraten
- Lindsay, William M. (1880–1957), US-amerikanischer Politiker
- Lindsay-Abaire, David (* 1969), US-amerikanischer Dramatiker und Pulitzer-Preisträger
- Lindsay-Hogg, Michael (* 1940), US-amerikanischer Regisseur und Drehbuchautor
- Lindsay-Theimer, John (1884–1952), österreichisch-deutscher Komponist von Unterhaltungsmusik

### Lindsc
- Lindscheid, Brigitte (* 1961), deutsche Politikerin (Bündnis 90/Die Grünen)
- Lindschinger, Sandro (* 1985), österreichischer Fußballspieler und -trainer, sowie Jurist

### Lindse
- Lindsell, Wilfrid Gordon (1884–1973), britischer Generalleutnant
- Lindseth, Anders (* 1946), norwegischer Philosoph
- Lindsey, Ben B. (1869–1943), amerikanischer Jurist und Sozialreformer
- Lindsey, Coleman (1892–1968), US-amerikanischer Politiker
- Lindsey, Courtney (* 1998), US-amerikanischer Sprinter
- Lindsey, Darrell R. (1919–1944), US-amerikanischer Bomber-PilotDarrell R. Lindsey (1919–1944)

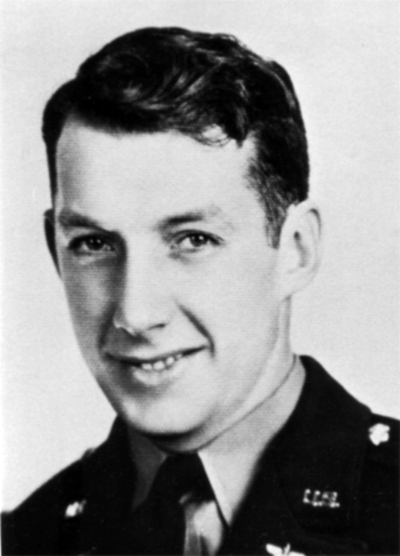
Darrell R. Lindsey (1919–1944)

- Lindsey, David, US-amerikanischer Radrennfahrer
- Lindsey, David L. (* 1944), US-amerikanischer Schriftsteller
- Lindsey, George (1928–2012), US-amerikanischer Schauspieler und Drehbuchautor
- Lindsey, Hillary (* 1976), US-amerikanische Sängerin und Liedermacherin
- Lindsey, Jana (* 1984), US-amerikanische Freestyle-Skisportlerin
- Lindsey, Jaylin (* 2000), US-amerikanischer Fußballspieler
- Lindsey, Johanna (1952–2019), US-amerikanische Autorin von Liebesromanen
- Lindsey, Kate (* 1980), US-amerikanische Opernsängerin (Mezzosopran)
- Lindsey, Lori (* 1980), US-amerikanische Fußballnationalspielerin
- Lindsey, Patrick, deutscher DJ und Produzent im Bereich der elektronischen Tanzmusik
- Lindsey, Patrick (* 1982), US-amerikanischer Rennfahrer, Teaminhaber und Geschäftsmann
- Lindsey, Robert Lisle (1917–1995), US-amerikanischer Geistlicher und Neutestamentler
- Lindsey, Stephen (1828–1884), US-amerikanischer Politiker
- Lindsey, Steven (* 1960), US-amerikanischer Astronaut
- Lindsey, Theophilus (1723–1808), englischer Theologe und Vertreter des frühen englischen Unitarismus
- Lindsey, Washington Ellsworth (1862–1926), US-amerikanischer Politiker

### Lindsk
- Lindskog, Anton (* 1993), schwedischer Handballspieler
- Lindskog, Bengt (1933–2008), schwedischer Fußballspieler
- Lindskold, Jane (* 1962), US-amerikanische Science-Fiction- und Fantasyautorin

### Lindsl
- Lindsley, Blake (* 1973), US-amerikanische Schauspielerin
- Lindsley, Donald H. (* 1934), US-amerikanischer Petrologe und Mineraloge
- Lindsley, James Girard (1819–1898), US-amerikanischer Politiker
- Lindsley, William D. (1812–1890), US-amerikanischer Politiker

### Lindst
- Lindstädt, Hagen (* 1966), deutscher Wirtschaftswissenschaftler
- Lindstaedt, Erich (1906–1952), deutscher Funktionär der Arbeiterjugendbewegung
- Lindstaedt, Stefanie (* 1968), deutsch-österreichische Informatikerin
- Lindstedt, Anders (1854–1939), schwedischer Mathematiker
- Lindstedt, Daniel Georg von (1705–1764), königlich-preußischer Generalmajor
- Lindstedt, Hans Dietrich (1929–2008), deutscher Schriftsteller und Journalist
- Lindstedt, Jouko (* 1955), finnischer Sprachwissenschaftler
- Lindstedt, Robert (* 1977), schwedischer Tennisspieler
- Lindstedt, Rosa (* 1988), finnische Eishockeyspielerin
- Lindsten, Gottfrid (1887–1961), US-amerikanischer Politiker
- Lindstrand, Henrik (* 1974), schwedischer Musiker und Komponist
- Lindstrand, Josefine (* 1981), schwedische Jazz- und Rocksängerin
- Lindstrand, Per (* 1948), schwedischer Luftfahrtingenieur, Pilot, Abenteurer und Unternehmer
- Lindström Bolmgren, Agnes (* 1989), schwedische Schauspielerin und Sängerin
- Lindström, Anders (* 1969), schwedischer Organist und Pianist
- Lindström, Arvid (1866–1944), schwedischer Elektroingenieur
- Lindström, Bengt (* 1943), schwedischer Fußballtorhüter
- Lindström, Bibi (1904–1984), schwedische Künstlerin, Malerin, Bühnenbildnerin, Designerin und Filmarchitektin
- Lindström, Carl (1869–1932), schwedischer Mechaniker und Industrieller
- Lindstrom, Chris (* 1997), US-amerikanischer American-Football-Spieler
- Lindström, Curt (* 1940), schwedischer Eishockeytrainer
- Lindstrom, David (* 1948), neuseeländischer Ruderer
- Lindström, Emelie (* 1986), schwedische Unihockeyspielerin
- Lindström, Erik (1918–1955), schwedischer Skispringer
- Lindström, Erik (1922–2015), finnischer Bandleader und Bassist
- Lindström, Erik Ole (* 1979), schwedischer Autor
- Lindström, Erling (* 1937), schwedischer Eishockeyspieler und -trainer
- Lindström, Eva (* 1952), schwedische Illustratorin und Kinderbuchautorin
- Lindström, Fredrik (* 1963), schwedischer Redakteur, Schriftsteller, Komiker, Linguist
- Lindström, Fredrik (* 1989), schwedischer Biathlet
- Lindström, Fritz (1874–1962), schwedischer Maler
- Lindström, Gunnar (1896–1951), schwedischer Leichtathlet
- Lindström, Gustaf (1829–1901), schwedischer Zoologe und Paläontologe
- Lindstrøm, Hans-Peter (* 1973), norwegischer Musiker, DJ, Musikproduzent und Labelbetreiber
- Lindström, Heidi (* 1981), finnische Fußballspielerin
- Lindström, Herbert (1886–1951), schwedischer Tauzieher
- Lindström, Jari (* 1965), finnischer Politiker
- Lindström, Jeanette (* 1971), schwedische Jazz-Sängerin und Songwriterin
- Lindstrøm, Jesper (* 2000), dänischer FußballspielerJesper Lindstrøm (* 2000)

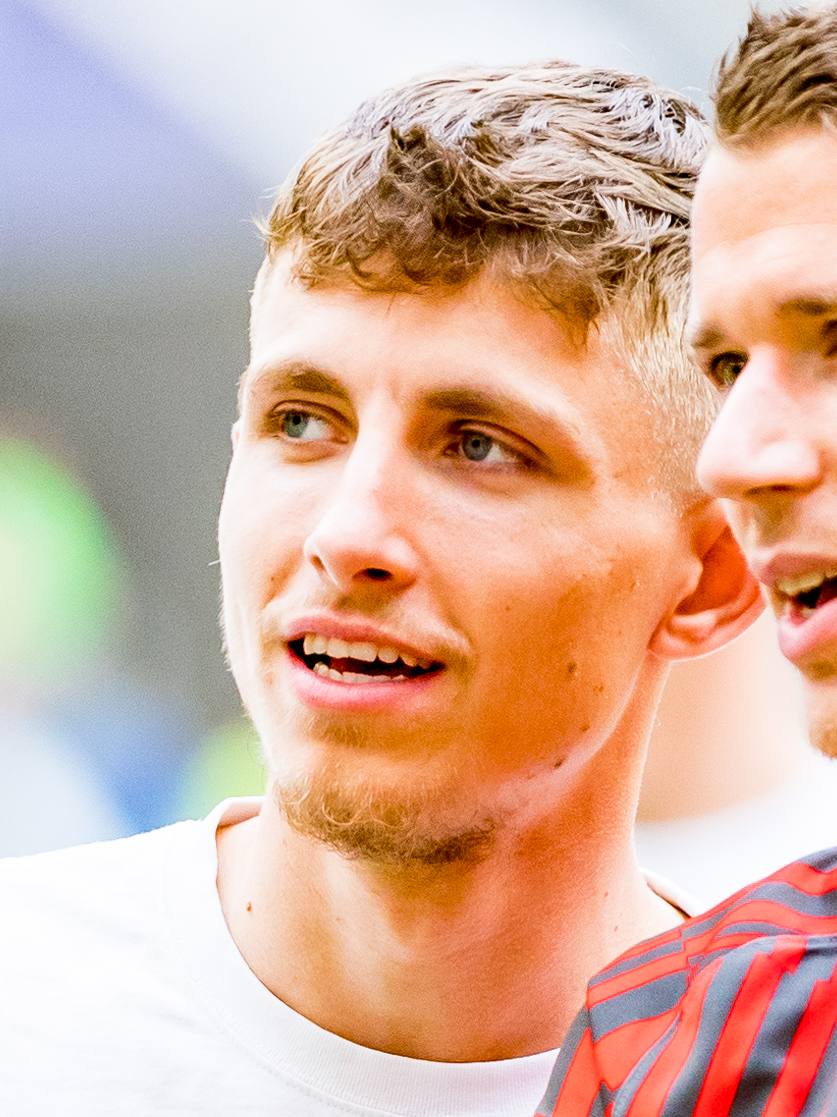
Jesper Lindstrøm (* 2000)

- Lindström, Joakim (* 1983), schwedischer Eishockeyspieler
- Lindström, Johan (* 1975), schwedischer Eishockeyspieler
- Lindström, Linnéa (* 1995), schwedische Schauspielerin und Musikerin
- Lindström, Louise (* 2000), schwedische Skilangläuferin
- Lindström, Maria (* 1963), schwedische Tennisspielerin
- Lindström, Mattias (* 1980), schwedischer Fußballspieler
- Lindström, Mauritz (1849–1923), schwedischer Maler
- Lindstrøm, Merethe (* 1963), norwegische Schriftstellerin, ehemalige Rock-Sängerin
- Lindström, Mikko (* 1976), finnischer Gitarrist und Mitgründer der Rockband HIMMikko Lindström (* 1976)

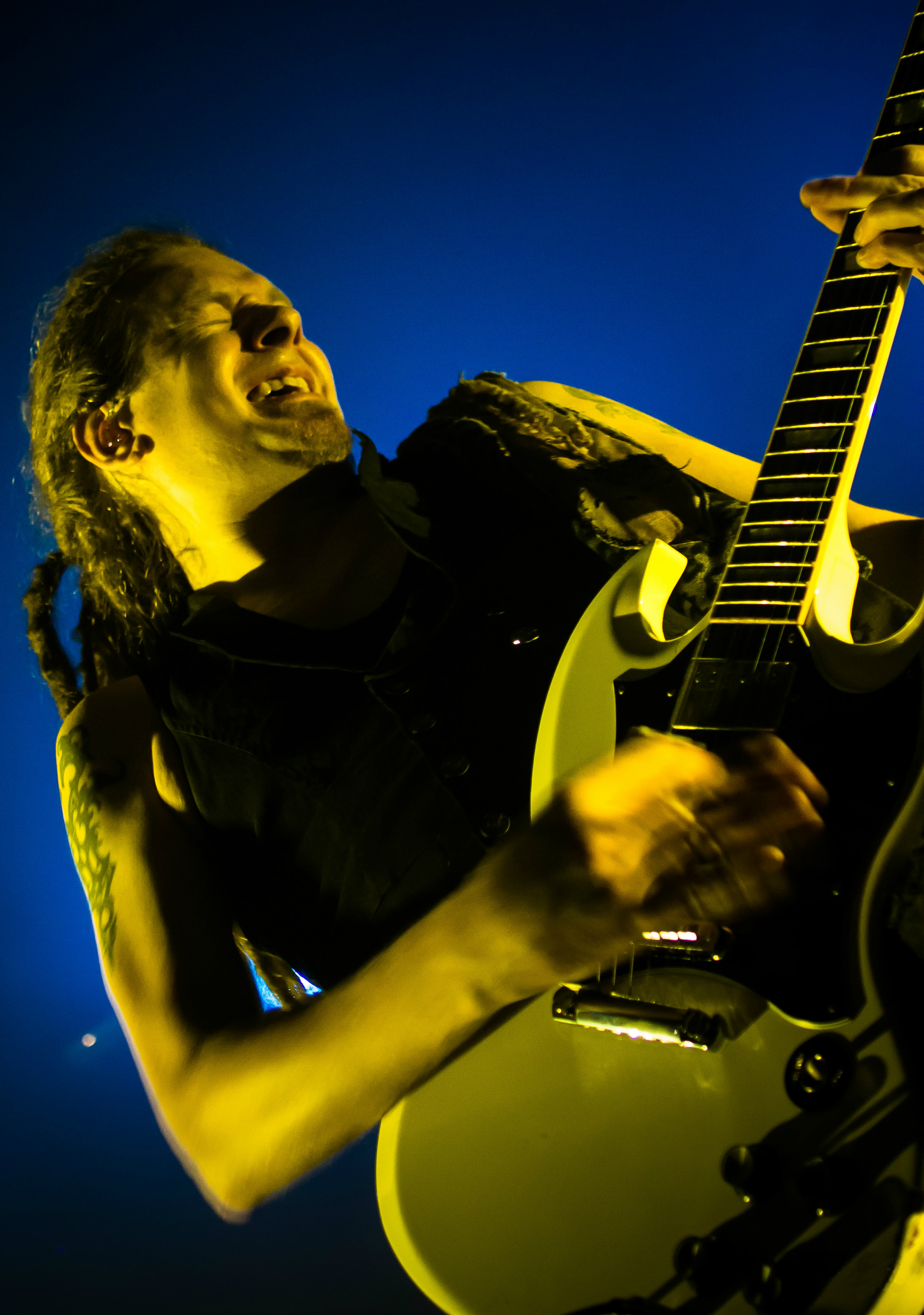
Mikko Lindström (* 1976)

- Lindström, Pär (* 1970), schwedischer Schwimmer
- Lindström, Per (1936–2009), schwedischer Logiker
- Lindström, Pia (* 1938), schwedische Journalistin und Schauspielerin
- Lindström, Rune (* 1944), schwedischer Skirennläufer
- Lindström, Sanny (* 1979), schwedischer Eishockeyspieler
- Lindström, Sigfrid (1892–1950), schwedischer Schriftsteller, Journalist und Übersetzer
- Lindström, Sune (1906–1989), schwedischer Architekt
- Lindström, Torbjörn, schwedischer Fußballspieler
- Lindström, Ulrica (* 1979), schwedische Eishockeyspielerin
- Lindström, Veli-Matti (* 1983), finnischer Skispringer
- Lindström, Willy (* 1951), schwedischer Eishockeyspieler